# Telochurus recens
Telochurus recens är en fjärilsart som beskrevs av Jacob Hübner 1819. Telochurus recens ingår i släktet Telochurus och familjen tofsspinnare. Inga underarter finns listade i Catalogue of Life.